# Orancistrocerus aterrimus
Orancistrocerus aterrimus är en stekelart som först beskrevs av Henri Saussure 1852.  Orancistrocerus aterrimus ingår i släktet Orancistrocerus och familjen Eumenidae.

## Underarter
Arten delas in i följande underarter:
- O. a. erythropus
- O. a. khasianuss
- O. a. nigricepss